# Secretaría General Técnica del Ministerio de Cultura
La Secretaría General Técnica del Ministerio de Cultura es el órgano directivo de dicho Departamento ministerial, adscrito a la Subsecretaría, que asiste a los órganos directivos y superiores del mismo en temas de ámbito jurídico, legislativo, registros, publicaciones, estadísticas y tecnológico. Asimismo, tiene un importante papel de supervisión de las fundaciones de ámbito estatal.

## Historia
La Secretaría General Técnica del Ministerio de Cultura se creó por Decreto de 24 de febrero de 1952. En sus orígenes, era la Secretaría General del entonces Ministerio de Información y Turismo, que a partir de la segunda mitad de la década de los años 1950 pasó a denominarse Secretaría General Técnica.
En julio de 1977, el Gobierno aprobó el Real Decreto 1558/1977, de 4 de julio, por el que se reestructuran determinados órganos de la Administración Central del Estado que, entre otras medidas, creó el Ministerio de Cultura y Bienestar a partir de los órganos del Ministerio de Información y Turismo, así como otras unidades de los ministerios de la Presidencia y de Educación y Ciencia. Semanas más tarde, un nuevo Real Decreto de 29 de julio estableció que la Secretaría General Técnica del Ministerio de Información y Turismo pasaría a denominarse Secretaría General Técnica del Ministerio de Cultura y Bienestar.
Desde entonces, ha sido suprimida y creada tantas veces como el Departamento ministerial al que está vinculada.

## Estructura y funciones
La Secretaría General Técnica está integrada por las siguientes unidades administrativas, a través de las cuales ejerce sus competencias:
- La Vicesecretaría General Técnica, a la que le corresponde asegurar el apropiado encaje de las competencias del Departamento con el resto de ministerios, organismos y otras administraciones; la preparación de la documentación relevante para los asuntos que se sometan a la deliberación del Consejo de Ministros, de las Comisiones Delegadas del Gobierno y de la Comisión General de Secretarios de Estado y Subsecretarios; así como el seguimiento de las normas autonómicas, locales y europeas que afecten a la cultura. También, diseña el Plan Anual Normativo del Departamento, coordina todo los relacionado con los convenios que realice el Ministerio y gestiona la publicación en el «Boletín Oficial del Estado» de actos y disposiciones.
- La Subdirección General de Atención a la Ciudadanía, Documentación y Publicaciones, a la que le corresponden las relaciones con la ciudadanía, la política editorial del Departamento y los servicios de archivo, biblioteca y difusión de contenido digitales, así como lo referente a protección de datos personales y transparencia.
- La Subdirección General del Protectorado de Fundaciones, a la que le corresponde el protectorado de las fundaciones de competencia estatal, salvo las de carácter bancario, cuyo protectorado corresponde al Ministerio de Economía o a la comunidad autónoma competente.
- La División de Estadística y Estudios, a la que le corresponde la planificación, impulso, coordinación y, en su caso, elaboración de las estadísticas en el ámbito competencial del departamento; la formulación del Plan Estadístico Nacional y de los programas anuales que lo desarrollan en el ámbito del departamento y la coordinación institucional y las relaciones en materia estadística con el Instituto Nacional de Estadística, con otros departamentos ministeriales, con otras administraciones públicas y con los organismos internacionales. Asimismo, le corresponde la promoción, elaboración y difusión de las estadísticas y estudios que se consideren de interés para el departamento y el impulso del aprovechamiento estadístico de los registros administrativos
- La División de Recursos y Relaciones con la Administración de Justicia, a la que le corresponde todo lo referente a recursos administrativos, reclamación de responsabilidad patrimonial, ejercicio del derecho de petición y relaciones con la Administración de Justicia.